# ستيفان تشارنيتسكي

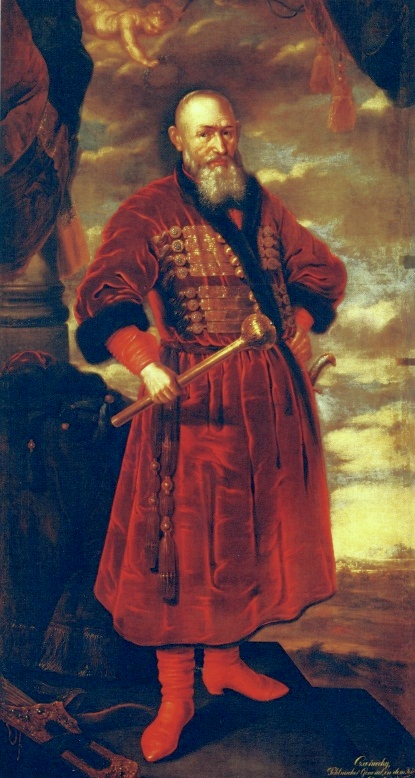
ستيفان تشارنيتسكي بالأحمر

ستيفان تشارنيتسكي (Stefan Czarniecki) هو قائد عسكري وبطل قومي بولندي ساعد في دحر الاستعمار السويدي للمملكة البولندية، ومكن الملك يان كاجيميج من العودة إلى وطنه واعتلاء عرش مملكته من جديد، عاش في الفترة ما بين (1599-1665). وقد ورد ذكره في رواية «الطوفان» الشهيرة لهنريك شنكيفيتش الحائز على جائزة نوبل للآداب.
وتقديرا لدوره في تاريخ بولندا فأنه مذكور في النشيد الوطني البولندي المسمى رقصة دونبروفسكي.